# Франсович, Гильермо
Гильермо Франсович Салазар (Франкович, исп. Guillermo Francovich Salazar; 25 января 1901, Сукре, Боливия — 24 ноября 1990, Рио-де-Жанейро, Бразилия) — боливийский драматург, эссеист, философ-гуманист и политик. Его называли «самым авторитетным историком боливийской философской мысли и крупнейшим национальным мыслителем всех времен после Тамайо».

## Биография
Родился 25 января 1901 года в городе Сукре. В 1918 году окончил школу Святейшего Сердца в Сукре, в 1924 — Королевский и Папский Высший университет Святого Франциска Ксаверия в Чукисаке по специальности юрист.
В 1922—1928 годах работал профессором философии права, а с 1929 года поступил на дипломатическую службу Боливии. В 1952 году он был назначен директором Регионального центра ЮНЕСКО в Западном полушарии, базирующегося в Гаване, где он оставался до 1960 года.
В период с 1944 по 1952 год он был ректором Университета Св. Франциска Ксаверия, а в 1976 году был избран членом Боливийской академии языка.
На выборах 1947 года был кандидатом в вице-президенты от Партии революционных левых и её Антифашистского демократического фронта, химерического альянса левых и консервативных сил; набрал 47,9 % голосов.

## Работы и мысли
Он работал над систематизацией и распространением в Боливии основных направлений современной философской мысли. В этом отношении выделяется его работа «Боливийская мысль в XX веке», где он комментирует и анализирует вклад Карлоса Мединасели в литературу и Габриэля Рене Морено в историографию; в то же время он подробно останавливается на трёх важнейших, по его мнению, философских течениях современной ему боливийской мысли: социалистическом, националистическом и ориентированном на освобождения коренного населения. Среди авторов, чьи идеи он исследовал, были Мартин Хайдеггер, Фрэнсис Бэкон, Блез Паскаль, Альфред Норт Уайтхед и Клод Леви-Стросс.
- Бразильские философы (Рио-де-Жанейро, 1939).
- Боливийская мысль XX века (Мехико, 1956).
- Монах Потоси (1960).
- Философия в Боливии (1945).
- Экзистенциалистская философия Мартина Хайдеггера (1946).
- Глубокие мифы Боливии (1980).